# ورنر (ویرجینیا غربی)
ورنر، ویرجینیا غربی (به انگلیسی: Verner, West Virginia) یک منطقهٔ مسکونی در ایالات متحده آمریکا است که در شهرستان مینگو، ویرجینیای غربی واقع شده‌است.